# 毋忘在莒勒石
毋忘在莒勒石，是座位於中華民國金門縣金湖鄉太武山風景區上的一塊岩石及紀念碑，由蔣中正親頒題字。

## 沿革

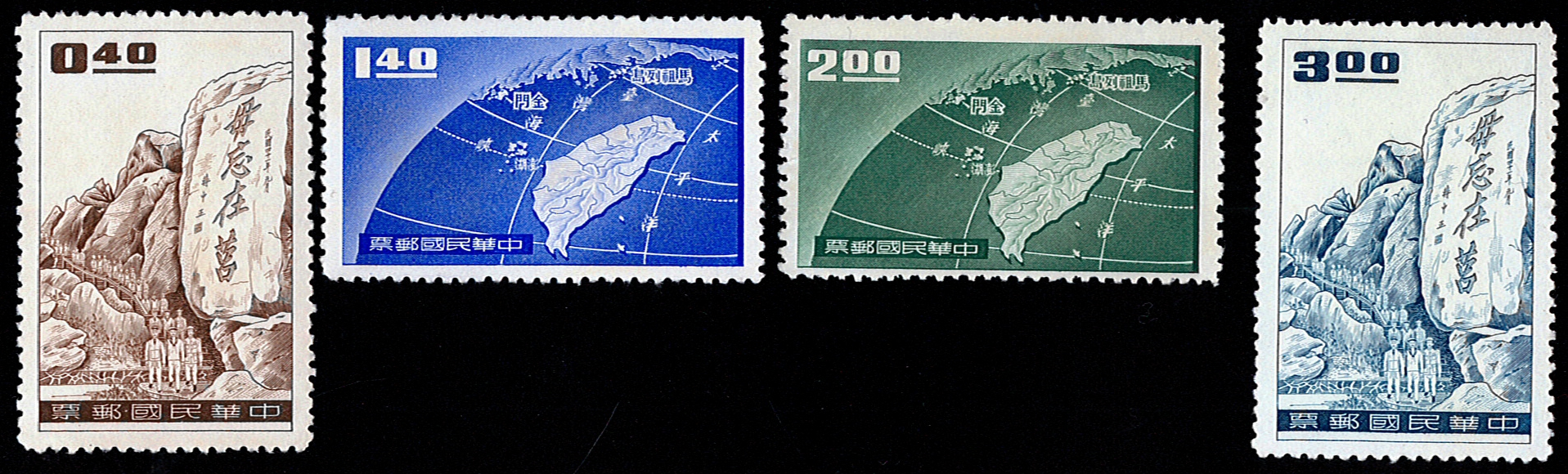
中華民國於1959年9月3日軍人節發行的郵票「保衛金馬」，内含两张毋忘在莒勒石。

1949年，蔣中正撤退到台灣，試圖制定從中國共產黨手中奪回中國大陸的戰略。1952年，在巡視金門期間，蔣中正希望於金門刻石作為紀念。隨後，胡璉將軍試圖找到適合刻石的理想地點。最終，蔣介石在金門指示興建該石碑，於1952年完工。以紀念在本島的巡視，蔣中正賜予「毋忘在莒」四個大字以提醒駐守金門的中華民國國軍。這句話源自源自春秋战国时期，意指“不忘昔日之苦難”，比喻收復國土、不忘前事。施工人員則包括張再興、蔡清發與其他打石工莊水九、莊瓦水、王水來、王細丁、王炳炎、許永春、洪連興、陳德源，共耗費四個月完成，採人工刻鑿，並由蔡清發、張再興父子鐫刻題字。
石刻落成後，郵政總局曾於1959年發行「毋忘在莒」勒石郵票。當前該勒石仍為太武山風景區的地標景點之一。

## 另見
- 莒光樓
- 鄭成功觀兵奕棋處
- 擎天廳
- 吳稚暉海葬紀念碑
- 自由屏障

## 外部連結
- 毋忘在莒勒石 - 金門觀光旅遊網 （页面存档备份，存于）